# Школа Авалон
«Школа Авалон» (англ. Avalon High) — фильм из цикла «Оригинальное кино» канала «Дисней», с участием Бриттани Робертсон и Грегга Салкина. Съёмки картины прошли в Новой Зеландии. Премьера на канале Disney состоялась 12 ноября 2010 года и собрала у экранов 3,85 млн зрителей.

## Сюжет
Папа и мама Элли Пеннингтон — историки, изучающие времена короля Артура. Девушку переводят в новую школу Авалон. Элли попала в класс мистера Мура и быстро подружилась с ребятами — Уиллом и Майлсом. Элли начинают посещать странные видения, словно вокруг неё заново разыгрывается легенда рыцарей круглого стола. Уилл в этих видениях — король Артур, и ей предстоит исполнить нелёгкую миссию в защите его от недругов. Элли также приходится разобраться со своими чувствами. Ей очень нравится Уилл, но самому Уиллу больше по душе одноклассница Дженнифер. Между тем Дженнифер за спиной Уилла встречается с другим парнем.
Тем временем школа готовится к большой игре, а Уилл — квотербек местной футбольной команды. Элли из видений догадывается, что спортивная встреча станет серьёзным испытанием. Элли пытается убедить Уилла в том, что он король Артур и ему уготована великая миссия, но он не воспринимает слова девушки как правду. Игра начинается, но Уилл, узнавший правду об измене Дженнифер, отказывается выйти на поле и исчезает со стадиона. Элли и Майлс находят его в школьном театре. Здесь и выясняется, что все видения девушки реальны. Предвидение исполняется. За всей историей, оказывается, стоял древний «Орден медведя», предназначением членов которого было спасение короля Артура от тёмных сил. Герои переносятся в иную реальность, и бутафорские мечи становятся настоящим оружием. Майлс оказывается членом ордена, как реинкарнация колдуна Мерлина, и он помогает Элли в поединке против коварного Мордреда, которым оказался мистер Мур. Король Артур — это сама Элли.
Всё заканчивается благополучно. Уилл успевает к решающей концовке игры и приносит победу своей команде. Уилл и Элли счастливо находят друг друга.

## В ролях
- Бриттани Робертсон — Элли Пенингтон / король Артур
- Грегг Салкин — Уилл Вагнер
- Джои Поллари — Майлз / Мерлин
- Девон Грайе — Марко Кэмпбелл
- Молли Куинн — Дженнифер / Гвиневра
- Стив Валентайн — Мистер Мур / Мордред
- Кристофер Таварец — Лэнс/ Ланселот
- Дон Лейк — Отец Элли
- Ингрид Парк — Мама Элли
- Крэйг Холл — Баркер, тренер школьной команды

## Награды и номинации
- 2010 лауреат премии Гильдии сценаристов США
  - лучший сценарий к фильму для детей (Джули Шерман Вульф, Эми Толкингтон)
- 2011 номинация на премию Гильдии режиссёров Америки
  - лучшая режиссёрская работа в фильме для детей (Стюарт Гиллард)
- 2011 номинация на премию Молодой актёр
  - лучший молодой актёр второго плана (Джои Поллари)